# Wasatch Front
Wasatch Front er et bymæssigt område i den nordøstlige del af Utah, USA på den vestlige side af Wasatch Range. Her bor størstedelen af Utahs befolkning.

## Geografi
Wasatch Front afgrænses af Wasatch Range med bjerge op til over 3.500 meter mod øst. Mod vest afgrænses området af Lake Utah, Oquirrh Mountains og Great Salt Lake. Dette betyder at områdets bredde aldrig er mere end 30 km, og den gennemsnitlige bredde er 8 km. Området strækker sig fra Santaquin i syd over en strækning  af ca. 193 km  til Brigham City i nord. 
Den største befolkningskoncentration er mellem byerne Provo i syd og Ogden i nord, en strækning på ca. 130 km. Her bor ca. 2 millioner mennesker, eller 80 % af Utahs befolkning (2006). 

## Bebyggelser
Området består af en kæde af byer, hvoraf den største er Salt Lake City. Andre større byer er Provo, Brigham City og Ogden. I alt er der ca. 25 byer i området, og stort set alle byerne er sammenvoksede via deres respektive forstæder. 
Både Interstate Highway 15 og U.S. Highway 89 går gennem området i nord-sydlig retning, mens Interstate Highway 80 krydser det i øst-vestlig retning. 

## Eksterne referencer
- Wasatch Front City Guide

40°36′N 111°54′V / 40.6°N 111.9°V